# Gisinianus flammeolus
Genre
Espèce
Synonymes
- Sminthurinus flammeolus Gisin, 1957

Gisinianus flammeolus, unique représentant du genre Gisinianus, est une espèce de collemboles de la famille des Katiannidae.

## Distribution
Cette espèce se rencontre en Europe.

## Description
L'holotype mesure 0,75 mm.

## Étymologie
Ce genre est nommé en l'honneur de Hermann Gisin.

## Publications originales
- Hermann Gisin, « Sur la faune européenne des Collemboles I », Revue suisse de zoologie, MHNG, vol. 64,‎ 1957, p. 475–496 (ISSN 0035-418X, DOI 10.5962/BHL.PART.75498, lire en ligne).
- Betsch, 1977 : Mise au point sur la systematique des collemboles symphypleones. Revue d'écologie et de biologie du sol, vol. 14, no 1, p. 211-215.